# Parque nacional Nechkinski
El parque nacional Nechkinski (en ruso: Национальный парк «Нечкинский») es una importante reserva biológica y cultural de Udmurtia (la república de Udmurt), situada en el valle medio del río Kama, su afluente el río Siva y la parte costera del embalse de Votkinsk. Esto coloca al Nechkinski en el lado occidental de las montañas centrales de los Urales. El un territorio  principalmente de bosques y llanuras de inundación, con una serie de antiguos sitios arqueológicos en sus territorios. Está cerca de la ciudad de Izhevsk.

## Topografía
El parque cubre un valle forestal de la cuenca del río Siva, un afluente del Kama. El valle tiene entre 110 y 160 metros de profundidad y 3 a 20 km de ancho. Es asimétrico, ya que la margen izquierda es plana, y la orilla derecha es una ladera empinada. El río Kama en este punto tiene una amplia llanura de inundación, con varias terrazas fluviales en niveles más altos.

## Clima y ecorregión

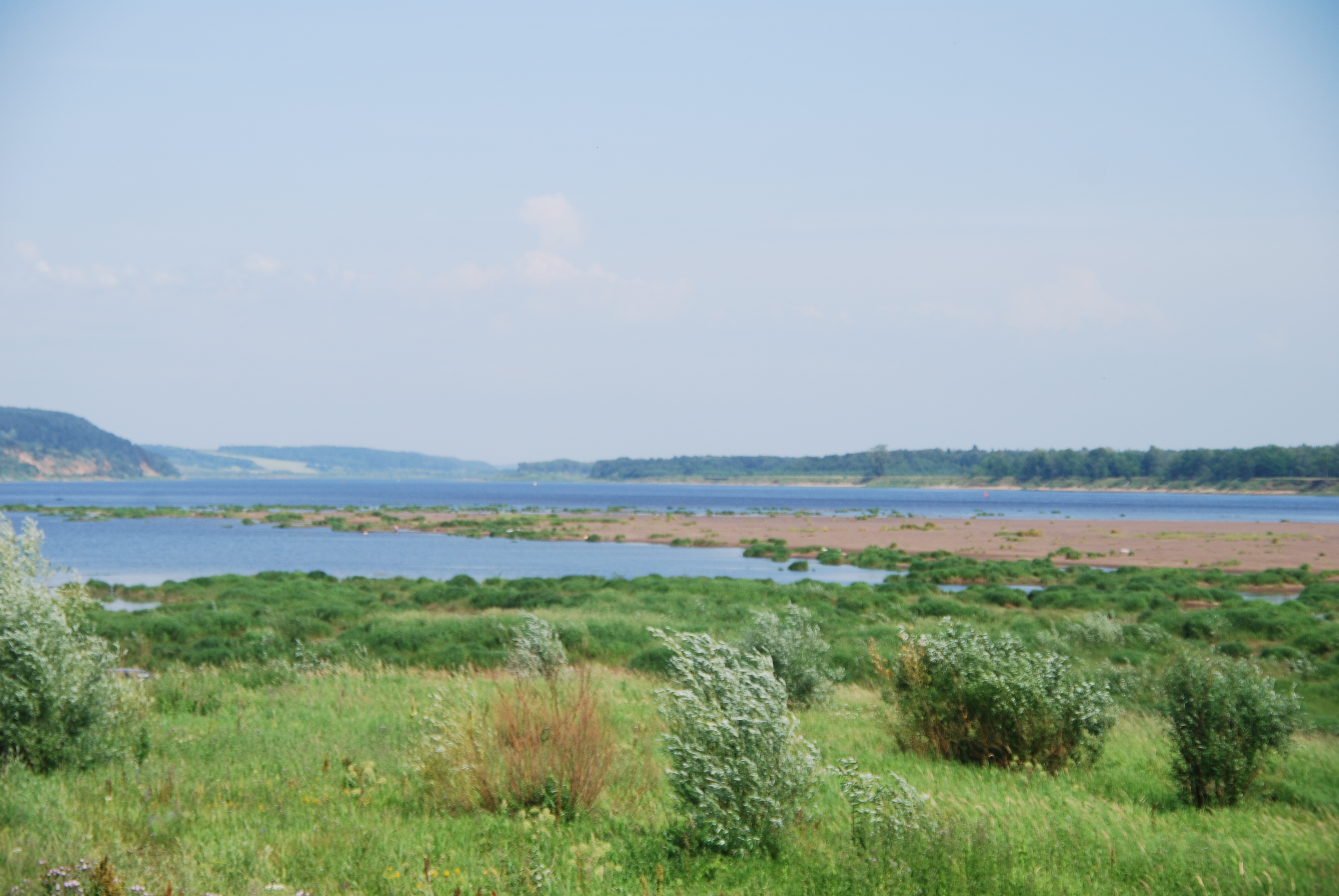
El río Kama en Nechkinski

El clima de Nechkinski es continental moderado (Clasificación climática de Köppen Dfb), caracterizado por cuatro estaciones distintas, alta variación entre las temperaturas de invierno y verano, inviernos largos y veranos cortos, cálidos y lluviosos. Las temperaturas medias oscilan entre 10 F en enero y 66 F en julio. El promedio anual de precipitaciones es de 20 pulgadas.
Nechkinski se encuentra en la ecorregión de  "Bosques Mixtos Sarmáticos" (WWF ID#436). Esta ecorregión es una larga franja de bosques bajos y humedales, que se extiende del Mar Báltico hasta el oeste de los Urales. La cubierta del bosque es típicamente mixta de coníferas  y árboles caducifolios, con grandes tramos continuos de zonas agrícolas.

## Plantas
Las comunidades forestales son una mezcla de taiga, bosques mixtos y bosques esteparios. En los niveles más bajos hay turberas oligotróficas y mesotróficas. En los barrancos y depresiones hay piceas de Siberia y especies asociadas. En las orillas izquierda y derecha del río Siva hay bosques de pinos, con algunas zonas de abeto plateado y alerce siberiano. En los niveles inferiores la cubierta forestal es de árboles de hoja ancha (robles), con cobertura secundaria de abedul y álamo. El parque registra 712 especies de plantas vasculares, representando el 70% de las especies encontradas en Udmurtia. Los humedales del Siva incluyen el humedal de Kemulskoye (dos mil hectáreas).

## Fauna
Un censo de especies en el parque en 2002 registró 50 mamíferos, 191 aves, 5 reptiles, 8 anfibios, 37 peces. Se realizaron estudios especiales de moluscos (33 especies), arañas (120 especies), escarabajos (600 especies), mariposas (500 especies) y libélulas (25 especies). Entre las especies más raras se encuentra el vulnerable desmán de Rusia, un topo semiacuático que parece un rata almizclera y está protegido debido a que ha sido cazado desde antiguo por su piel.

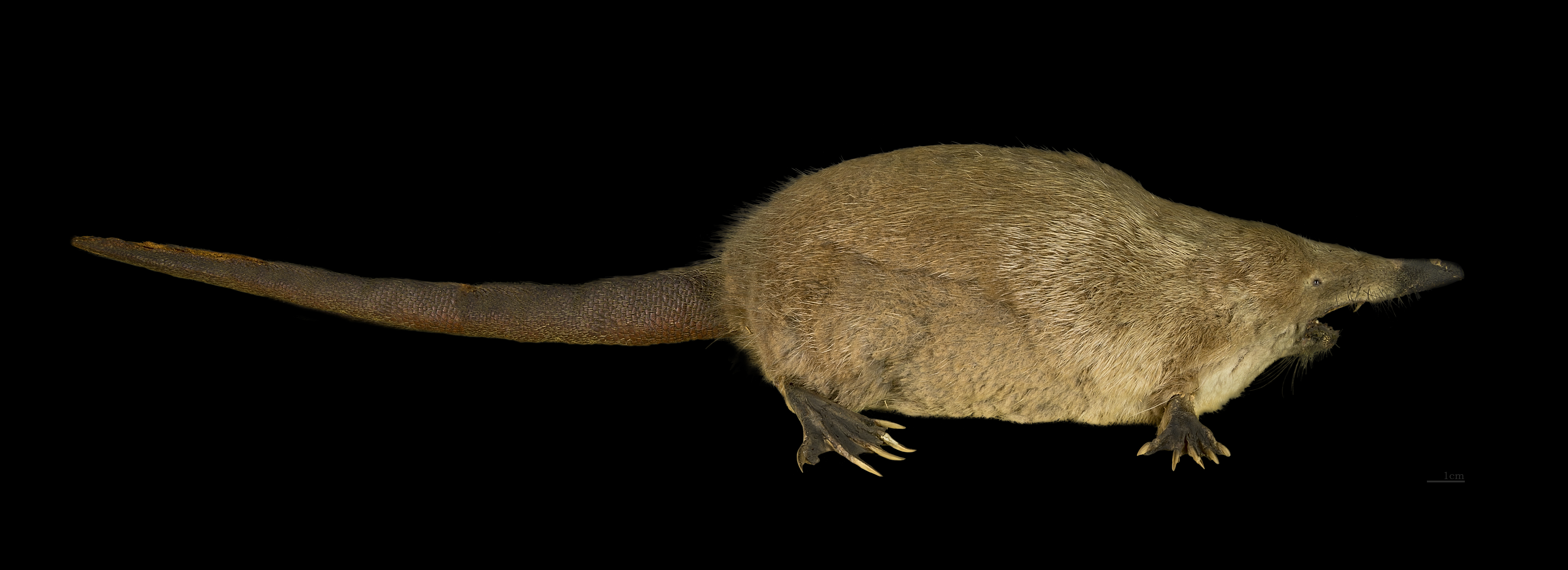
Desmán ruso; cazado históricamente por su piel y ahora protegido en Nechkinski. (Especie vulnerable)
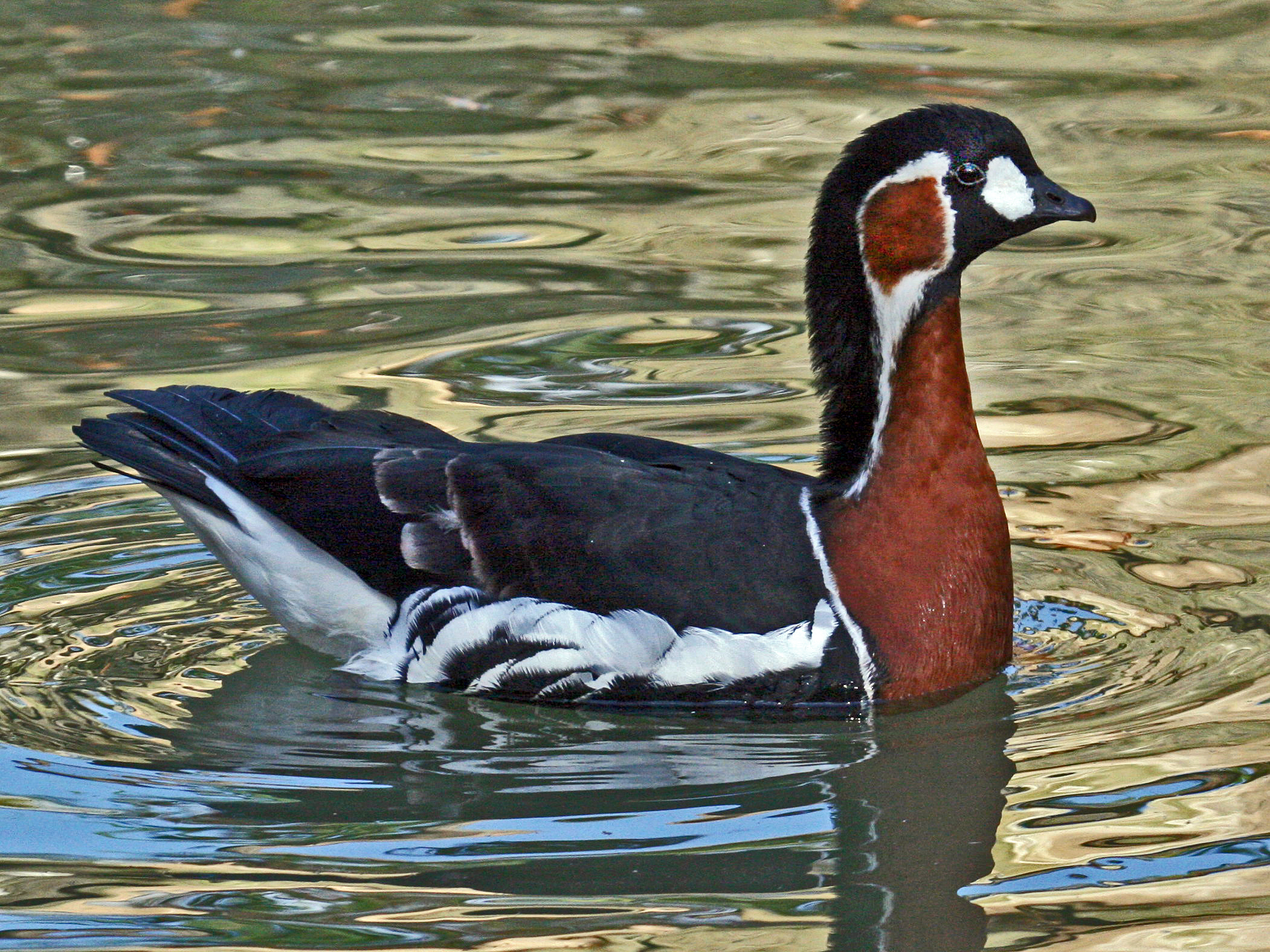
Barnacla cuellirroja. (Especie en peligro)
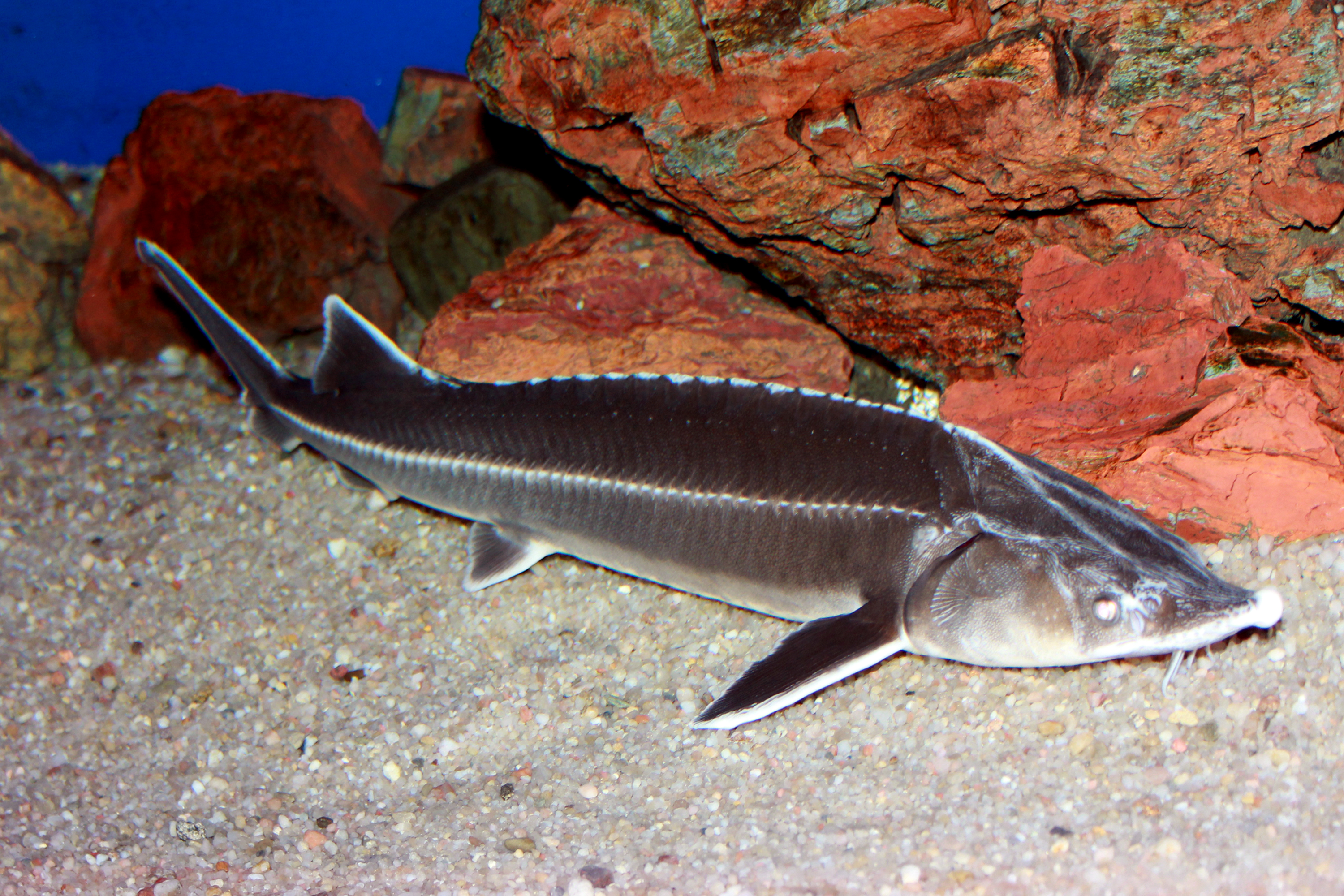
Esturión esterlete, un tipo de esturión euroasiático.  (Especie vulnerable)

## Historia
Los primeros lugares de asentamientos en el parque de antiguos cazadores y pescadores (3 º - 2 º milenio antes de Cristo) han sido excavados. Los primeros sitios arqueológicos identificables son los restos de los asentamientos fortificados de la Edad del Hierro desde el primer milenio aC, asociados con la cultura Ananyino. Los ananyino eran un pueblo de lenguas ugrofinesas primitivas.

## Turismo
Existen varias sendas educativas desarrolladas alrededor de temas ecológicos de un hábitat particular o tipo geológico; los empleados del parque sirven como guías en estas sendas. El parque cuenta con una larga ruta de senderismo (ruta turística "Queridos Antepasados", de 25 km) que cuenta con cuatro áreas de descanso a lo largo de la ruta, dos cubiertas de observación para las vistas del embalse y excursiones a lo largo de antiguos senderos utilizados por los campesinos en épocas antiguas. Hay dos puntos de acceso para bañarse en el río Kama. También hay dos pistas de esquí y cinco rutas de auto (para las cuales se deben obtener unos pases  en la oficina de la administración del bosque.